# Jaap van de Griend
Jacob „Jaap" van de Griend (ur. 24 stycznia 1904 we Vlaardingen, zm. 27 listopada 1970) – piłkarz holenderski grający na pozycji napastnika. W swojej karierze rozegrał 5 meczów w reprezentacji Holandii.

## Kariera klubowa
W swojej karierze piłkarskiej Van de Griend grał w klubie Hermes DVS ze Schiedamu.

## Kariera reprezentacyjna
W reprezentacji Holandii Van der Griend zadebiutował 11 marca 1928 roku w zremisowanym 1:1 towarzyskim meczu z Belgią, rozegranym w Amsterdamie. W tym samym roku był w kadrze Holandii na igrzyska olimpijskie w Amsterdamie. Od 1928 do 1929 roku rozegrał w kadrze narodowej 5 meczów.